# 迪華利獨立隊
山谷獨立隊（直译：「山谷獨立專業高表現俱樂部」），一般稱為「山谷獨立」（Independiente del Valle）。 球隊原名為約森獨立隊（Club Social y Deportivo Independiente José Terán），是厄瓜多尔桑戈尔基的一个竞技俱乐部，其最知名是其足球部。该队现参加厄瓜多尔足球甲级联赛。

## 歷史

### 獨立於厄瓜多爾足球的山谷
它於1958年3 月 1日由來自桑戈爾基市的看門人兼鞋匠 José "Pepe" Terán 與一群由木匠、裁縫和鞋匠組成的朋友共同創立。最初的顏色和隊徽的靈感來自阿根廷的獨立隊，因為特蘭通過閱讀El Gráfico報紙而成為俱樂部的粉絲。特蘭將成為俱樂部的第一任主席，以及球員和球隊隊長，多次被州聯賽選中。他夢想有一天獨立體育俱樂部，當時如此命名，將是一個很大的。不幸的是，他在 1975 年因腹膜炎去世，為了紀念他，他的朋友們在 1977 年將俱樂部的名稱改為Independiente José Terán。最終在 1978 年，晉升為 皮欽查二級聯賽。

### 更名
在厄瓜多爾足協上屆會議上，宣布何塞特蘭獨立球隊改名後，很長一段時間都在處理改名。
一段時間以來，它被稱為 Independiente del Valle，儘管直到后來才確認其正式名稱——Club de Alto Rendimiento Especializado Independiente del Valle。根據普通法律3265號部長級協議，法定變更已被接受。

## 荣誉
- 南美球會盃 (2): 2019，2022
- 厄瓜多尔足球甲级联赛 (1): 2021
- 厄瓜多尔足球乙级联赛 (1): 2009
- 厄瓜多尔足球丙级联赛 (1): 2007